# GSC (ген)
GSC (англ. Goosecoid homeobox) – білок, який кодується однойменним геном, розташованим у людей на короткому плечі 14-ї хромосоми. Довжина поліпептидного ланцюга білка становить 257 амінокислот, а молекулярна маса — 28 150.
| 10         |  | 20         |  | 30         |  | 40         |  | 50         |
| ---------- |  | ---------- |  | ---------- |  | ---------- |  | ---------- |
| MPASMFSIDN |  | ILAARPRCKD |  | SVLPVAHSAA |  | APVVFPALHG |  | DSLYGASGGA |
| SSDYGAFYPR |  | PVAPGGAGLP |  | AAVSGSRLGY |  | NNYFYGQLHV |  | QAAPVGPACC |
| GAVPPLGAQQ |  | CSCVPTPPGY |  | EGPGSVLVSP |  | VPHQMLPYMN |  | VGTLSRTELQ |
| LLNQLHCRRK |  | RRHRTIFTDE |  | QLEALENLFQ |  | ETKYPDVGTR |  | EQLARKVHLR |
| EEKVEVWFKN |  | RRAKWRRQKR |  | SSSEESENAE |  | KWNKTSSSKA |  | SPEKREEEGK |
| SDLDSDS    |  |            |  |            |  |            |  |            |

A: Аланін

C: Цистеїн

D: Аспарагінова кислота

E: Глутамінова кислота

F: Фенілаланін

G: Гліцин

H: Гістидин

I: Ізолейцин

K: Лізин

L: Лейцин

M: Метіонін

N: Аспарагін

P: Пролін

Q: Глутамін

R: Аргінін

S: Серин

T: Треонін

V: Валін

W: Триптофан

Кодований геном білок за функцією належить до білків розвитку. 
Білок має сайт для зв'язування з ДНК. 
Локалізований у ядрі.